# Mutató névmás
Az alaktanban a mutató névmás úgy utal egy bizonyos entitásra, hogy kifejezi annak térbeli vagy időbeli közelségét vagy távolságát a beszélőhöz (olykor a közlés címzettjéhez is). Ez az entitás lehet tárgy vagy élőlény, amelyet a beszélő térben mutat, de lehet olyan tárgy, élőlény, fogalom vagy cselekvés, történés is, melyről a beszélő azt jelzi, hogy ismert, mert már volt róla szó, vagy mert valamilyen okból jelen van a címzett tudatában.
A magyar nyelv grammatikáiban megkülönböztetnek főnévi és melléknévi mutató névmást, bár az elsőnek lehet melléknévi funkciója is, az utóbbinak pedig főnévi funkciója is. Ugyanez a nézete a közép-délszláv diarendszerhez tartozó nyelvek grammatikáinak is, de más nyelvek grammatikáiban a főnévi mutató névmásnak egyszerűen mutató névmásnak nevezett szó felel meg, a melléknévinek pedig egyesekben mutató determinánsnak, másokban mutató melléknévnek nevezett szó.
Egyes nyelvekben (magyar, angol, közép-délszláv diarendszer) a determináns/melléknév alakja nem különbözik a névmásétól, másokban csaknem teljesen különbözik (francia), megint másokban részben különbözik (román).
Nem ugyanaz a helyzet különböző nyelvekben a tekintetben sem, hogy két vagy több közelségi/távolsági fokot fejeznek ki a mutató névmások: a magyarban, az angolban, a franciában vagy a románban csak kettőt, a spanyolban vagy a közép-délszláv diarendszer nyelveiben hármat.

## A magyar nyelvben
A magyar mutató névmások alakjai a következők:
- főnévi mutató névmások: ez, az (rámutató), emez, amaz (nyomósító), ugyanez, ugyanaz (azonosító);
- melléknévi mutató névmások: ily(en), oly(an), ekkora, akkora, efféle, afféle, ilyenféle, olyanféle, ilyesmi, olyasmi (rámutató), emilyen, amolyan (nyomósító), ugyanilyen, ugyanolyan, szintolyan (azonosító);
- számnévi mutató névmások: ennyi, annyi (rámutató), emennyi, amannyi (nyomósító), ugyanennyi, ugyanannyi (azonosító).

Főnévi névmás is lehet melléknévi használatú, azaz jelző (azt a hegyet), és melléknévi névmás is lehet főnévi használatú: Effélére gondolt. Ugyanakkor a számnévi névmás lehet úgy főnévi, mint melléknévi használatú. A főnévi használatú mutató névmások, amennyiben névszóra utalnak, egyeznek az utóbbival, de más nyelvekkel szemben a magyarnak az a sajátossága, hogy a jelzőként használt mutató névmás nem egyezik a jelzett szóval, azaz nem veszi fel annak toldalékait vagy névutóját. Kivételek ez alól csak az ez és az névmások: azt a hegyet, azok a fiúk.
Más magyar sajátosság az, hogy a távolra mutató névmás viszonylag gyakran használatos főmondatban ennek mellékmondatára való utalószóként, de ekkor elveszíti a távolra mutató jellegét: Azt mondta, hogy esik az eső vs. (franciául) Il/Elle a dit qu’il pleuvait (utalószó nélkül).

## Más nyelvekben

### Az angol nyelvben
Az angol nyelv grammatikáiban csak két szót tartanak mutató névmásnak, melyek úgy főnévi, mint determinánsi használatúak lehetnek:
- this, többes számban these: What about this jug? ’Mit szólsz ehhez a korsóhoz?’, What about these? ’Mit szólsz ezekhez?’;
- that, többes those: that waiter ’az a pincér’, Those (people) who ordered lunch … ’Azok (az emberek), akik ebédet rendeltek ….’.

### A német nyelvben
A német nyelvben a főnévi mutató névmásoknak három fő kategóriája van: az első kategóriába a dieser, diese, dieses tartozik, a másodikba a jener, jene, jenes, a harmadikba pedig a nyomatékosított, kontextusfüggő der, die, das (amely formailag a határozott névelőkhöz, illetve a vonatkozó névmások egyik formájához hasonlít). A jener, jene, jenes szavakat a beszélt nyelvben gyakran a der da, die da, das da és hasonló kifejezésekkel helyettesítik.
A dieser, diese, dieses ’ez’ ragozása:
|               | Egyes szám, hímnem | Egyes szám, nőnem | Egyes szám, semleges nem | Többes szám |
| ------------- | ------------------ | ----------------- | ------------------------ | ----------- |
| Alanyeset     | dieser             | diese             | dieses                   | diese       |
| Birtokos eset | dieses             | dieser            | dieses                   | dieser      |
| Részes eset   | diesem             | dieser            | diesem                   | diesen      |
| Tárgyeset     | diesen             | diese             | dieses                   | diese       |

A jener, jene, jenes ’az’ ugyanúgy ragozódik, mint a dieser, diese, dieses:
|               | Egyes szám, hímnem | Egyes szám, nőnem | Egyes szám, semleges nem | Többes szám |
| ------------- | ------------------ | ----------------- | ------------------------ | ----------- |
| Alanyeset     | jener              | jene              | jenes                    | jene        |
| Birtokos eset | jenes              | jener             | jenes                    | jener       |
| Részes eset   | jenem              | jener             | jenem                    | jenen       |
| Tárgyeset     | jenen              | jene              | jenes                    | jene        |

A der, die, das ’ez’ ragozása:
|               | Egyes szám, hímnem | Egyes szám, nőnem | Egyes szám, semleges nem | Többes szám |
| ------------- | ------------------ | ----------------- | ------------------------ | ----------- |
| Alanyeset     | der                | die               | das                      | die         |
| Birtokos eset | dessen             | deren/derer       | dessen                   | deren/derer |
| Részes eset   | dem                | der               | dem                      | denen       |
| Tárgyeset     | den                | die               | das                      | die         |

A birtokos esetű dessen és deren állhat főnév előtti jelzőként (a derer viszont nem):
meine Nachbarin und deren Hund ’a szomszédnőm és a kutyája’;
meine Nachbarinnen und deren Hunde ’a szomszédnőim és a kutyáik’.
Előremutatáskor azonban csak a dessen és derer használható, a deren nem. A derer viszont ritkán használatos egyes szám nőnemben, mert általában a többes számhoz társítják:
die Blumen derer, die mich besuchen kam (selten) ’annak a virágai, aki eljött meglátogatni’ (nőre vagy nőnemű lényre utal, ritkán használatos);
die Blumen derer, die mich besuchen kamen ’azoknak a virágai, akik eljöttek meglátogatni’.
A főnévi használatú mutató névmásokat elsősorban arra használják, hogy a megfelelő dologra hivatkozzanak az eggyel korábbi mondatban. Példamondatok:
Werner war der Vater von Wolfgang. Der wurde 50 Jahre alt ’Werner Wolfgang apja volt. Ez (utóbbi) 50 éves lett’;
Werner war der Vater von Wolfgang. Dieser wurde 50 Jahre alt ’Werner Wolfgang apja volt. Ez (utóbbi) 50 éves lett’;
Werner war der Vater von Wolfgang. Jener wurde 50 Jahre alt ’Werner Wolfgang apja volt. Az (előbbi) 50 éves lett’;
Werner war der Vater von Wolfgang. Er wurde 50 Jahre alt ’Werner Wolfgang apja volt (Ő) 50 éves lett’.
Az első két esetben Wolfgang az, aki 50 éves lett, az utolsó két esetben pedig Werner. A manapság viszonylag ritkán használatos jener mutató névmás helyett gyakran az er személyes névmást használják. Mivel a német nyelvben csak két távolsági fokot különböztetnek meg, ezért, ha több mint két (azonos nemű és számú) főnév szerepel az eggyel korábbi mondatban, akkor a középsőt, amennyiben arra hivatkoznak, meg kell ismételni. Példamondat:
Werner war der Vater von Karl und Wolfgang. Karl wurde 50 Jahre alt ’Werner Karl és Wolfgang apja volt. Karl 50 éves lett.’.
Ha az eggyel korábbi mondatban csak egy főnév van, amire a későbbi mondat mutathat, akkor nincs szükség mutató névmás használatára, helyette általában személyes névmást használnak. Példamondatok:
Werner hatte zwei Kinder. Er wurde 50 Jahre alt ’Wernernek két gyereke volt. 50 éves lett’;
Dort stehen Anna und Otto. Sowohl er als auch sie studieren Medizin ’Ott áll Anna és Otto. Ő (hímnem) is és ő (nőnem) is orvosira jár’.

### A francia nyelvben
A francia nyelvben a mutató névmások alakjai különböznek a mutató determinánsokéitól.
Kétféle (főnévi) névmás van. Egyesek egyeztetettek, és csak nyelvtani nemmel rendelkező, élő vagy élettelen főnevet helyettesítenek, mások változatlan alakúak, így semlegeseknek tekinthetők. Ezek utalnak nemmel nem rendelkező entitásra, mint amilyen egy mondat, de olykor főnévre is. Mindegyik közelre mutató alak ’ez(ek)’-nek felel meg, és mindegyik távolra mutató ’az(ok)’-nak:
| Egyes szám     | Egyes szám     | Egyes szám     | Egyes szám     | Egyes szám     | Egyes szám             | Többes szám    | Többes szám    | Többes szám    | Többes szám    |
| Hímnem         | Hímnem         | Nőnem          | Nőnem          | Semleges       | Semleges               | Hímnem         | Hímnem         | Nőnem          | Nőnem          |
| Közelre mutató | Távolra mutató | Közelre mutató | Távolra mutató | Közelre mutató | Közelre/Távolra mutató | Közelre mutató | Távolra mutató | Közelre mutató | Távolra mutató |
| -------------- | -------------- | -------------- | -------------- | -------------- | ---------------------- | -------------- | -------------- | -------------- | -------------- |
| celui-ci       | celui-là       | celle-ci       | celle-là       | ceci           | cela, ça               | ceux-ci        | ceux-là        | celles-ci      | celles-là      |

Az egyeztetett alakokat a -ci vagy a -là szócskákkal használják. A -ci közelre mutat, de a -là is mutathat közelre, ha nem szükséges ellentétet kifejezni távolsági fok szerint. Ezek a szócskák csak akkor maradnak el, ha a névmás jelzőt vagy jelzői mellékmondatot rendel alá: Celui qui prendra l’épé périra par l’épé ’Aki kardot ragad, az kard által vész el’ (szó szerint ’Az, aki megragadja a kardot, elvész a kard által’).
A semleges cela (választékos nyelvi regiszterbeli alak) és ça (a cela-ból keletkezett azonos jelentésű szokásos regiszterbeli alak) mutathat közelre is, távolra is: Cela/Ça ne me plaît pas ’Ez/Az nem tetszik nekem’. A ceci választékos regiszteri alak csak közelre mutat.
Van még egy semleges alak, ce, az egyetlen, amely determinánsként is megvan. Utalhat akármilyen fajta entitásra:
- főnévi igenévre: Partir, c’est mourir un peu ’Elmenni annyi, mint egy kicsit meghalni’;
- mondatra: Il refuse de m’aider, et ce après m’avoir fait les plus belles promesses ’Nem akar segíteni rajtam, miután ezt többször is megígérte’ (szó szerint ’Visszautasítja, hogy segítsen nekem, és ezt miután a legszebb ígéreteket tette nekem’);
- élettelent megnevező főnévre: La difficulté, c’est de décider ’Az a nehéz, amikor dönteni kell’ (szó szerint ’A nehézség, az van dönteni’);
- élőre, beleértve személyre: C’est nous ’Mi vagyunk (azok)’.

A mutató determinánsok alakjai a következők:
- ce – mássalhangzóval kezdődő hímnem egyes számú szavak előtt: ce couteau(-ci) ’ez a kés’;
- cet – magánhangzóval kezdődő hímnem egyes számú szavak előtt: cet animal-là ’az az állat’;
- cette – minden nőnem egyes számú szó előtt: cette fleur(-ci) ’ez a virág’;
- ces – minden többes számú szó előtt: ces couteaux-là ’azok a kések’, ces animaux(-ci) ’ezek az állatok’, ces fleurs-là ’azok a virágok’.

Amint látszik, a mutató determináns esetében a -ci és -là szócskák helye az utánuk állő főnév mögött van, és jelenlétük nem kötelező. A közelre mutatás -ci nélkül is lehetséges, a -là pedig nem mindig jelez távolra mutatást.

### A közép-délszláv diarendszerben
A közép-délszláv diarendszerhez tartozó nyelvekben azonos alakok használatosak úgy főnévi, mint melléknévi névmásokként, melyek három távolsági fokot fejeznek ki.
A magyar ’ez’ és ’az’ névmásoknak a következők felelnek meg:
| Közelre/távolra mutató     | Egyes szám | Egyes szám  | Egyes szám | Többes szám | Többes szám | Többes szám |
| Közelre/távolra mutató     | Hímnem     | Semlegesnem | Nőnem      | Hímnem      | Semlegesnem | Nőnem       |
| -------------------------- | ---------- | ----------- | ---------- | ----------- | ----------- | ----------- |
| Közelre mutató             | ovaj       | ovo         | ova        | ovi         | ova         | ove         |
| Közbülső távolságra mutató | taj        | to          | ta         | ti          | ta          | te          |
| Távolra mutató             | onaj       | ono         | ona        | oni         | ona         | one         |

Ezeket a névmásokat a melléknevekhez hasonlóan ragozzák. Az itt bemutatott alanyesetű alakokon kívül még öt esetű alakjuk van.
A távolsági fokokat az alábbi példával lehet illusztrálni:
| Ami a beszélőnél van      | Ami a címzettnél van | Ami nincs sem a beszélőnél, sem a címzettnél      |
| ------------------------- | -------------------- | ------------------------------------------------- |
| Evo ti ova knjiga,        | ti meni daj tu,      | a ona na stolu ne treba mi                        |
| Itt van neked ez a könyv, | te add nekem azt,    | az pedig, amelyik az asztalon van, nem kell nekem |

A semlegesnemű alakok általában semlegesnemű élettelenre, azonosíthatatlan nemű élettelenre és mondatra utalnak. Példák: Šta je ono na krovu? ’Mi az ott a háztetőn?’, Priča se da je izbio štrajk, ali ja o tome nisam obavešten ’Azt mondják, hogy sztrájk tört ki, de én erről nem értesültem’. Kivételes eset, hogy a mutató névmás alanyként nem egyezik a főnévvel kifejezett névszói állítmány névszói részével, hanem semlegesnem egyes számba teszik, még akkor is, ha a főnév személynév: Ovo su moji sinovi ’Ezek itt a fiaim’, To je bila nesreća ’(Az) szerencsétlenség volt’.
A fenti mutató névmásokon kívül vannak még a következők:
- ovakav, ovakva, ovakvo: Želim ovakve rukave ’Ilyen kabátujjakat szeretnék’ (ügyfél szabóhoz szólva, miközben a saját ruhadarabja ujjait mutatja);
- takav, takva, takvo: Želim takve rukave ’Olyan kabátujjakat szeretnék’ (mint amilyen a szabó kezében van);
- onakav, onakva, onakvo: Želim onakve rukave ’Olyan kabátujjakat szeretnék’ (az ügyféltől is, a szabótól is távolabbra levő ruhadarabra mutatva);
- ovoliki, -a, -o: Riba je bila ovolika ’A hal ekkora volt’ (Személy kezeit széttartva mutatja egy hal hosszát.);
- toliki, -a, -o: Šta ćeš raditi s tolikim novcem? ’Mit fogsz csinálni annyi pénzzel?’ (a pénz a címzettnél van);
- onoliki, -a, -o: Šteta nije onolika kao pre dve godine ’A kár nem olyan nagy, mint két évvel ezelőtt’ (múltbéli mennyiségre való utalás).

### A spanyol nyelvben
A spanyol nyelvben is három távolsági fokot fejeznek ki a mutató névmások. Az ’ez’-nek és ’az’-nak megfelelőket tekintik ilyeneknek. A semleges alakok csak főnévi használatúak, de a többiek melléknéviek is lehetnek. Alakjaik:
| Közelre/távolra mutató     | Egyes szám | Egyes szám | Egyes szám | Többes szám | Többes szám | Többes szám |
| Közelre/távolra mutató     | Hímnem     | Nőnem      | Semleges   | Hímnem      | Nőnem       |             |
| -------------------------- | ---------- | ---------- | ---------- | ----------- | ----------- | ----------- |
| Közelre mutató             | este       | esta       | esto       | estos       | estas       |             |
| Közbülső távolságra mutató | ese        | esa        | eso        | esos        | esas        |             |
| Távolra mutató             | aquel      | aquella    | aquello    | aquellos    | aquellas    |             |

A spanyolban nincsenek semlegesnemű főnevek. Az ilyen nemű névmások másféle entitásra utalnak, mint főnév: Lo suspendieron en matemáticas. Eso me extraña ’Megbukott matematikából. Ez meglep’. Egyébként nincs többes számú alakjuk.
Az ese, esa, esos, esas alakok utalhatnak:
- a közlés címzettjéhez közel levő valamire: – Me da un kilo de manzanas. – ¿Ésas? – No, aquéllas.[19] ’– Egy kiló almát kérek. – Azokból? (amelyek Önhöz közel vannak?) – Nem, azokból (amelyek távolabb vannak)’;
- a címzettel a múltban megosztott valamire: ¿Te acuerdas de ese día que pasamos juntos en Benidorm? ’Emlékszel arra a napra, amit együtt töltöttünk el Benidormban?’

### A román nyelvben
A román nyelv grammatikáiban megkülönböztetnek egyrészt olyan alakokat, melyek csak főnévi mutató névmások, olyanokat, melyek csak melléknévi mutató névmások, és olyanokat, melyek azonos alakban mindkét funkciót betölthetik. Másrészt vannak szokásos regiszteri alakok, melyek a választékos regiszterben is használhatók, és fesztelen regiszteri alakok.
Az ’ez’-nek és ’az’-nak megfelelő mutató névmások alakjai némileg különböznek aszerint is, hogy a jelzett főnév előtt vagy mögött helyezkednek el. Az utóbbiak mind -a-ra végződnek:
| Jelleg         | Regiszter            | Helyzet     | Egyes szám                   | Egyes szám                      | Többes szám                      | Többes szám                       |
| Jelleg         | Regiszter            | Helyzet     | Hímnem, semlegesnem          | Nőnem                           | Hímnem                           | Nőnem, semlegesnem                |
| -------------- | -------------------- | ----------- | ---------------------------- | ------------------------------- | -------------------------------- | --------------------------------- |
| Közelre mutató | szokásos/választékos | főnév előtt | acest câine ’ez a kutya’     | această chestiune ’ez a kérdés’ | acești oameni ’ezek az emberek’  | aceste flori ’ezek a virágok’     |
| Közelre mutató | szokásos/választékos | főnév után  | timbrul acesta ’ez a bélyeg’ | fata aceasta ’ez a lány’        | copiii aceștia ’ezek a gyerekek’ | caietele acestea ’ezek a füzetek’ |
| Közelre mutató | fesztelen            | fesztelen   | băiatul ăsta ’ez a fiú’      | cartea asta ’ez a könyv’        | pantofii ăștia ’ezek a cipők’    | femeile astea ’ezek az asszonyok’ |
| Távolra mutató | szokásos/választékos | főnév előtt | acel copac ’az a fa’         | acea tufă ’az a bokor’          | acei studenți ’azok a diákok’    | acele probleme ’azok a problémák’ |
| Távolra mutató | szokásos/választékos | főnév után  | locul acela ’az a hely’      | școala aceea ’az az iskola’     | elevii aceia ’azok a tanulók’    | grijile acelea ’azok a gondok’    |
| Távolra mutató | fesztelen            | fesztelen   | tipul ăla ’az a pasas’       | ușa aia ’az az ajtó’            | pomii ăia ’azok a gyümölcsfák’   | ferestrele alea ’azok az ablakok’ |

Főnévi névmásokként a fenti fesztelen regiszterbeli alakok és a főnév mögötti szokásos/választékos alakok használatosak.
A távolra mutató szokásos/választékos főnévi névmásoknak rövid alakjaik is vannak (cel, cea, cei, cele), melyek teljes alakjaik helyett használhatók, amikor jelzőjük van (cel de dincolo ’a túloldali’), vagy amikor jelzői mellékmontatot rendelnek alá: Cea care vine este prietena mea ’Az, aki ott jön, a barátnőm’.
A román grammatikákban is számontartanak azonosító mutató névmást: același (drum) ’ugyanaz (az út)’, aceeași (persoană) ’ugyanaz (a személy)’, aceiași (profesori) ’ugyanazok (a tanárok)’, aceleași (străzi) ’ugyanazok (az utcák)’.
A fentieken kívül elkülönítenek megkülönböztető mutató névmásokat is, melyek a magyar grammatikákban határozatlan névmásoknak felelnek meg: celălalt (element) ’a másik (elem)’, cealaltă (autostradă) ’a másik (autópálya)’, ceilalți (factori) ’a többi (tényező)’, celelalte (camioane) ’a többi (teherautó)’. A fesztelen regiszterben van közelre mutató megkülönböztető mutató névmás is: ăstălalt, astălaltă ’ez a másik’; ăștilalți, astelalte ’ezek a többiek’.
Mindezeket a névmásokat ragozzák, olyan értelemben, hogy a fenti alany- és tárgyesetűeknek nevezett alakon kívül van birtokos-részes esetű alakjuk is.
A közönbösnek ítélt vagy azonosíthatatlan nemű élettelenre, valamint mondatra, az ’ez(ek)’-nek megfelelő nőnemű névmások utalnak: Aceasta nu este recomandabil ’Ez nem ajánlatos’, Asta-i frumos din partea ta ’Ez szép tőled’. Ezek utalhatnak olyan tárgyra is, amelyre a beszélő rámutat.

## Kapcsolódó szócikk
- Névmás